# Ereditarietà autosomica recessiva
L'ereditarietà autosomica recessiva è una modalità di trasmissione ereditaria, cioè da una generazione alle successive, di uno specifico carattere mendeliano il cui allele responsabile è localizzato su un autosoma e determina la manifestazione di quello specifico carattere solo se presente in coppia (omozigosi).  È un tipo di ereditarietà genetica in cui il fenotipo si esprime quando nel genotipo dell'individuo sono presenti entrambi gli alleli responsabili. Caratteristica della trasmissione autosomica recessiva è che quando l'individuo presenta per un dato gene un solo allele responsabile di uno specifico fenotipo (eterozigosi) diviene un portatore cioè un soggetto che non manifesta uno specifico carattere, ma che può trasmetterlo alle generazioni successive.
In passato è stata attribuita alla ereditarietà autosomica recessiva la trasmissione di alcuni comuni caratteri somatici recessivi, come il colore azzurro degli occhi o  biondo dei capelli che dipendendo da più geni e sottostanno a modalità di trasmissione più complesse.
Uno specifico carattere mendeliano recessivo può manifestarsi in un individuo con entrambi i genitori che non lo possiedono, che, nel caso sia una malattia autosomica recessiva, vengono chiamati portatori sani.
Essere portatore sano vuol dire non avere la patologia ma avere nel proprio genotipo un allele mutato, che può essere trasmesso alle generazioni successive.

## Patologie autosomiche recessive
Nelle specie a riproduzione sessuata, le malattie autosomiche recessive sono causate dal difetto/mutazione di un singolo gene (monogeniche), costituito da due alleli: un allele viene ereditato dalla madre, l'altro dal padre.  Affinché la malattia si manifesti, è necessario che l'individuo figlio erediti l'allele recessivo mutato da entrambi i genitori;  se, invece,  eredita un allele mutato ed uno normale (eterozigote), si dice che è portatore sano della malattia.

### Probabilità di trasmissione della malattia
Dalla combinazione delle possibili condizioni dei genitori: sani, malati, portatori, deriva la distribuzione probabilità che la malattia sia trasmessa al figlio.
- Genitori malato-malato: la probabilità che il figlio/a nasca malato è del 100%
- Genitori sano-malato: la probabilità che il figlio/a nasca portatore sano è del 100%
- Genitori malato-portatore: la probabilità che il figlio/a nasca malato è del 50% e del 50% che nasca portatore sano
- Genitori sano-portatore: la probabilità che il figlio/a nasca sano è del 50% e del 50% che nasca portatore sano
- Genitori portatore-portatore: la probabilità che il figlio/a nasca portatore sano è del 50%, mentre è del 25% che nasca sano o malato.

Se nessuno dei genitori ha un allele mutato non c'è trasmissione autosomica recessiva.
La probabilità di trasmettere la malattia non dipende dal sesso del nascituro né dal sesso del genitore malato o portatore sano.
Ogni figlio nato da una coppia in cui è presente almeno un allele mutato responsabile della malattia ha la stessa distribuzione di probabilità di nascere sano, malato o portatore. Le mutazioni de novo sono altamente improbabili. Il fenotipo portatore sano è il più probabile e spesso la malattia salta delle generazioni.  La probabilità di trasmettere la malattia è più alta nelle unioni tra consanguinei ed alcune rare malattie autosomiche recessive sono spesso correlate alla consanguineità, al punto da apparire come caratteri dominanti (quasi-dominanti) nei gruppi dove le unioni tra consanguinei si ripetono.

### Schematizzazione delle probabilità
Ogni figlio ha le stesse probabilità determinate dalla combinazione dei genitori e in una coppia con 4 figli, se non è composta da entrambi i genitori malati o da un genitore sano e uno malato, non si deve necessariamente riprodurre la distribuzione di probabilità dello schema.

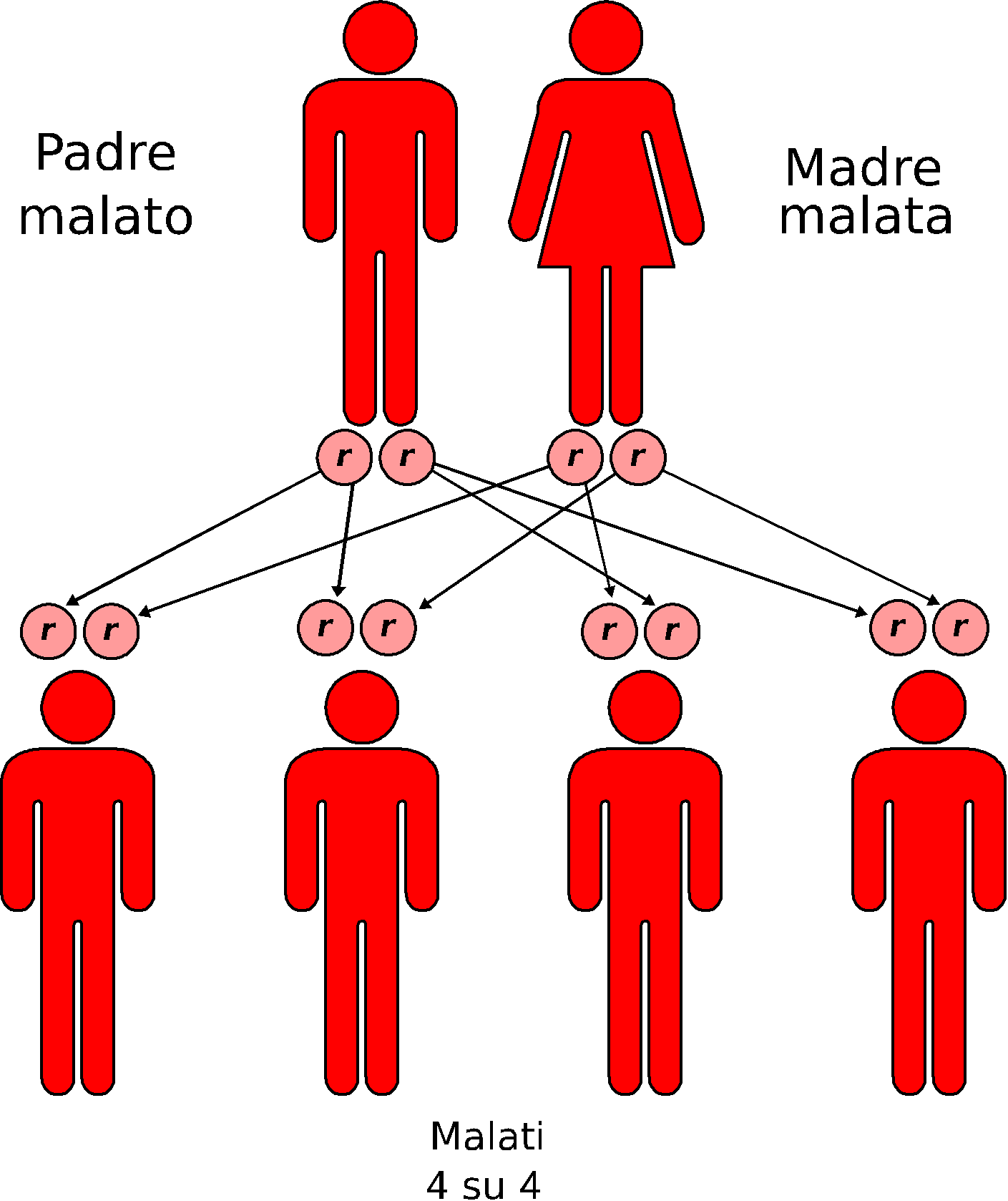
Trasmissione autosomica recessiva con entrambi i genitori malati
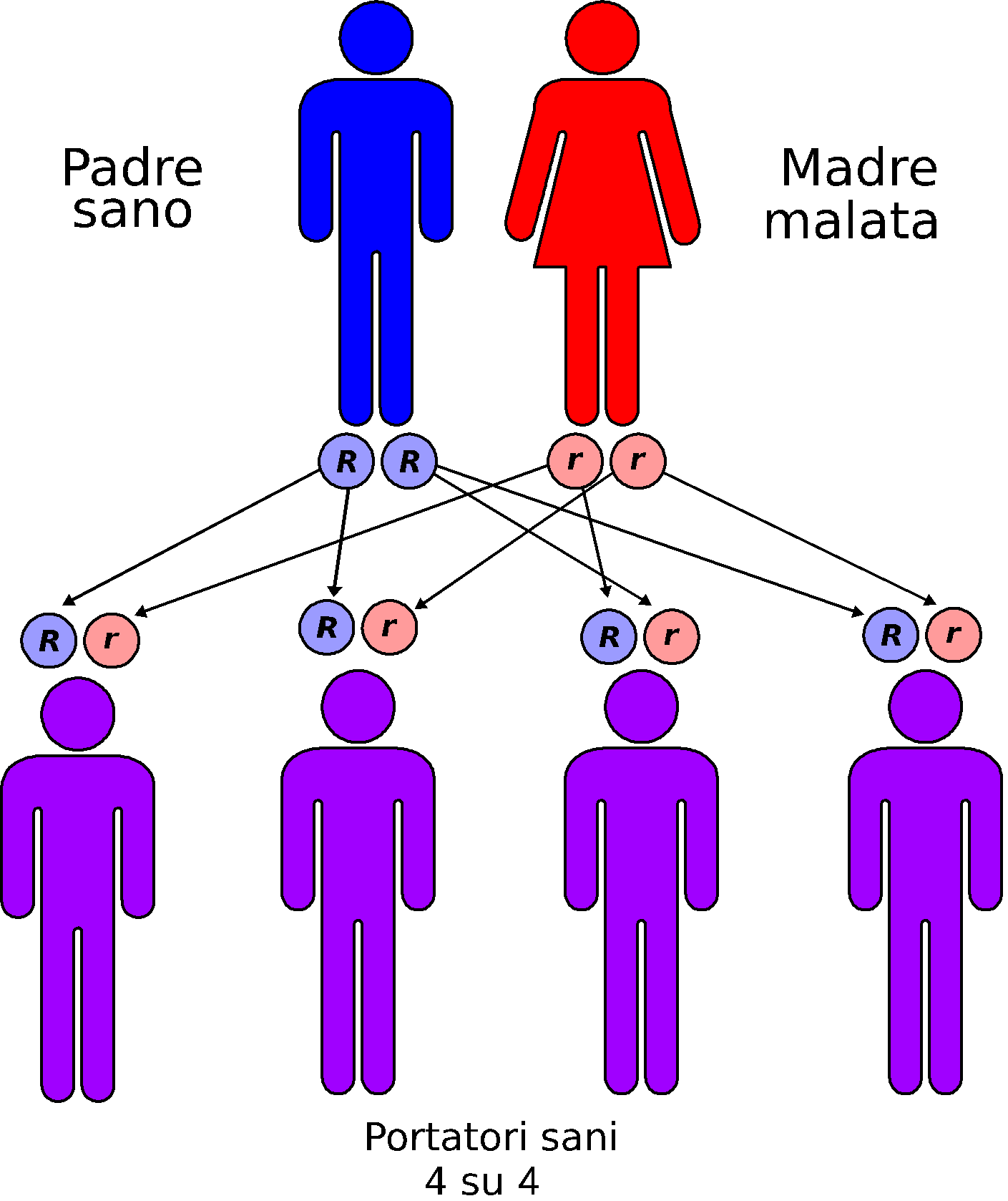
Trasmissione autosomica recessiva con un genitore sano ed uno malato
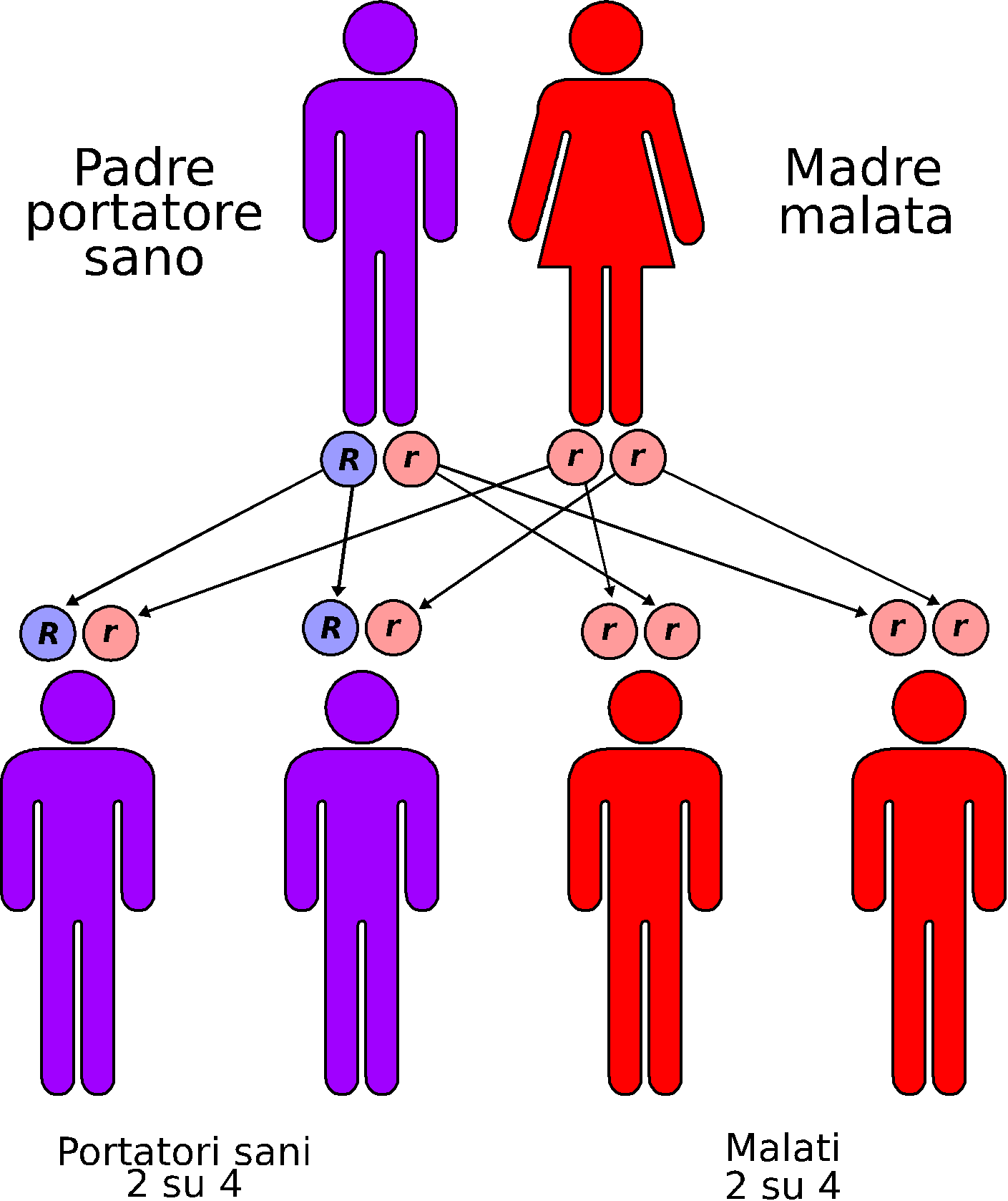
Trasmissione autosomica recessiva con un genitore malato ed uno portatore sano
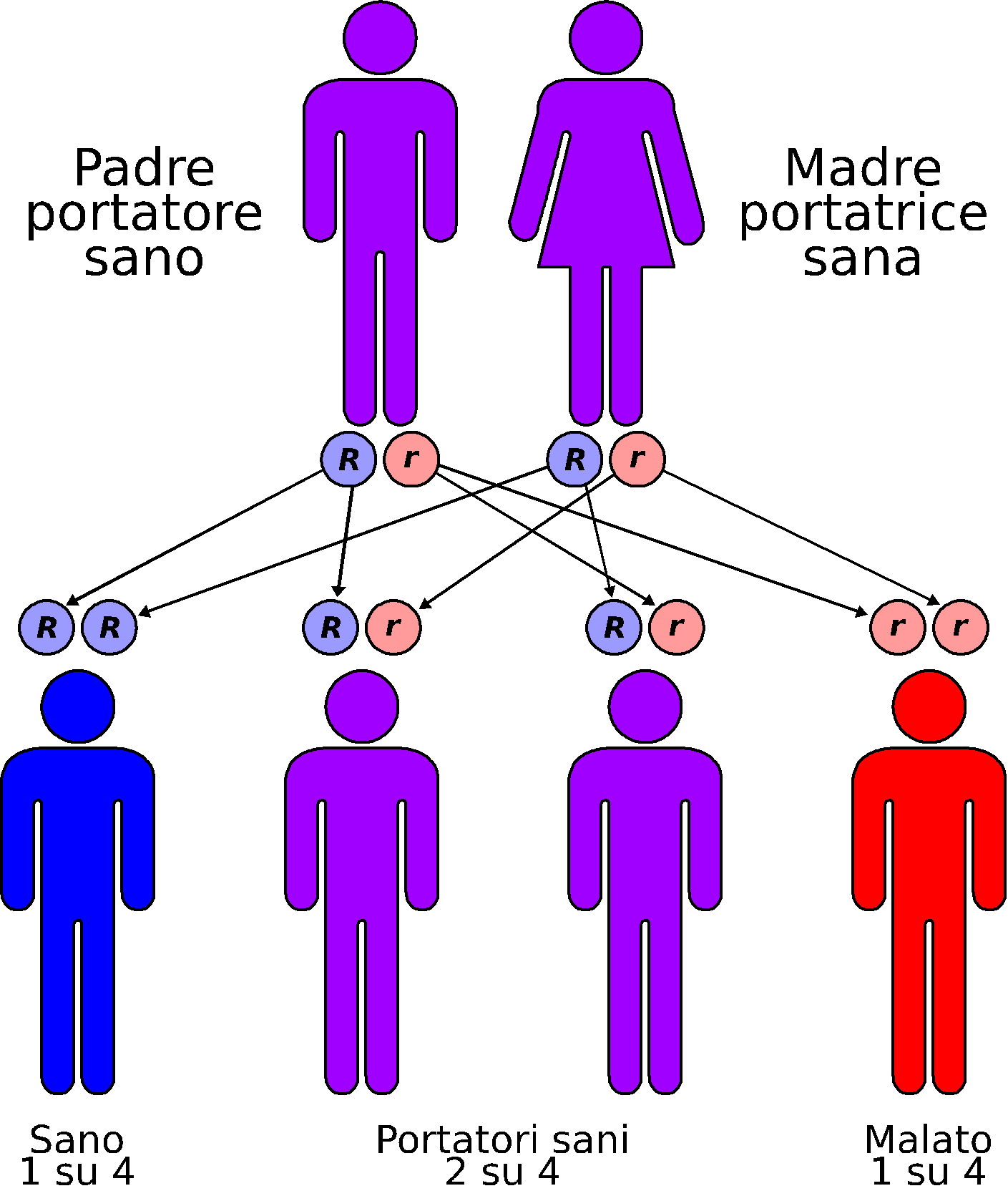
Trasmissione autosomica recessiva con entrambi i genitori portatori sani
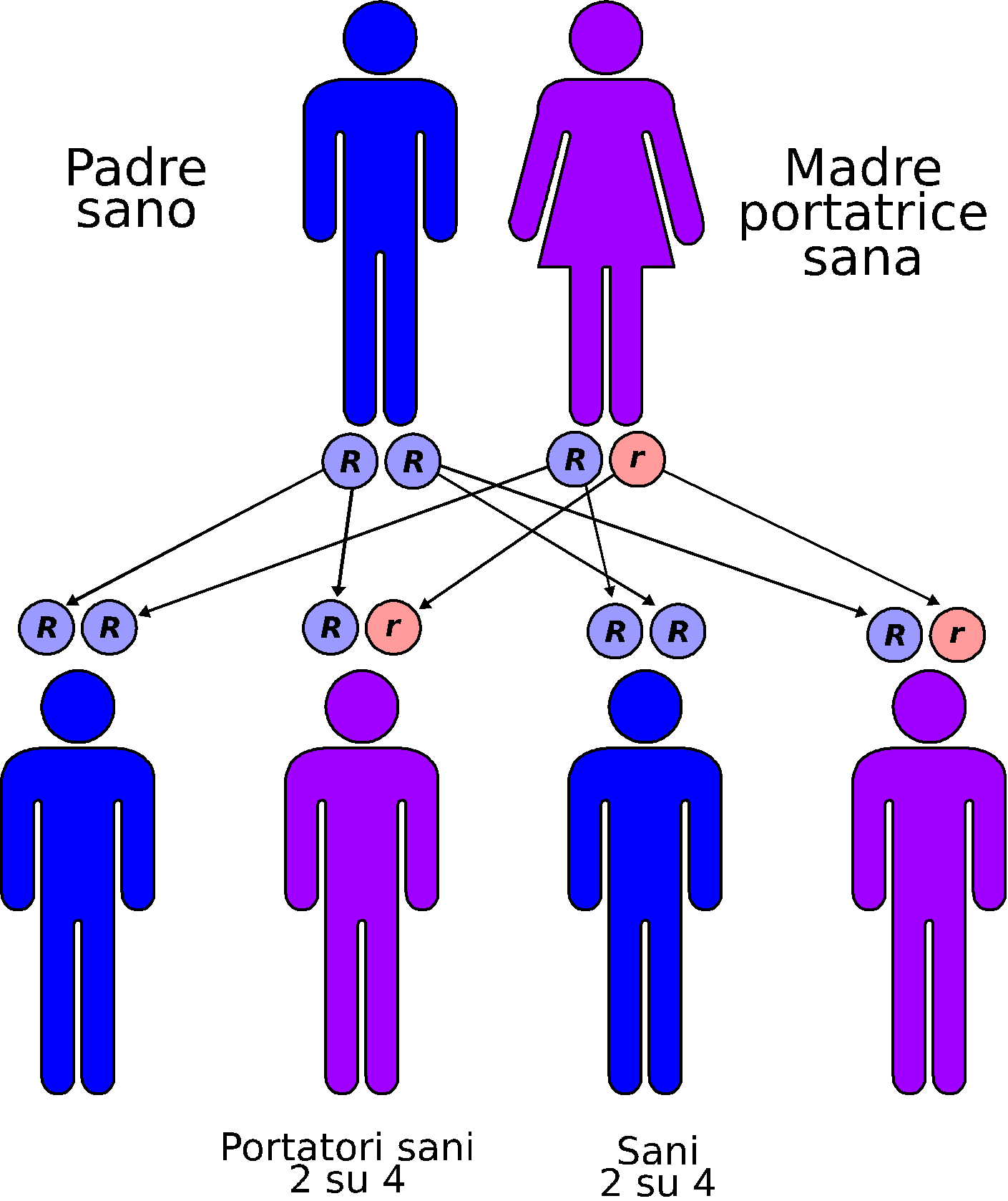
Trasmissione autosomica recessiva con un genitore sano ed uno portatore sano

## Esempi di malattie autosomiche recessive
La maggioranza delle malattie ereditate per la mancanza di una proteina o di un enzima fondamentale per una data via metabolica si ereditano come autosomiche recessive. Possono quindi manifestarsi se entrambi i genitori sono portatori sani.
Questa tipo di mutazione determina molte malattie facenti parte dell'eterogeneo gruppo delle malattie da accumulo lisosomiale di cui la malattia di Tay-Sachs è la più diffusa, in particolare tra gli ebrei di origine sefardita.
- Glicogenosi
- Malattia di Pompe
- Albinismo
- Anemia falciforme
- Ipotiroidismo congenito
- Fibrosi cistica
- Fenilchetonuria
- Acidemia metilmalonica
- Sindrome di Werner
- Atassia di Friedreich
- Malattia di Tay-Sachs
- Mucolipidosi Tipo 2
- Anemia mediterranea
- Galattosemia
- Fruttosemia
- Acromatopsia
- Obesità monogenica
- Sindrome di Wolcott-Rallison
- Miotonia di Becker
- Xeroderma pigmentoso
- Sindrome di Dubowitz
- Iperplasia surrenale congenita
- Talassemia
- Febbre mediterranea familiare
- Anemia di Fanconi
- Sindrome di Usher tipo 1,2,3